# 海南高稈莎草
海南高稈莎草（学名：Cyperus exaltatus var. hainanensis）是莎草科莎草属高稈莎草的变种。分布在中国大陆的海南等地，见于草地上、池塘边以及沙土上，目前尚未由人工引种栽培。